# أليخاندرو دلفينو
أليخاندرو دلفينو (بالإسبانية: Alejandro Delfino)‏ هو لاعب كرة قدم أرجنتيني، ولد في 18 سبتمبر 1989. لعب مع ديبورتيس أنتوفاغاستا.

## وصلات خارجية
- أليخاندرو دلفينو على موقع قاعدة بيانات كرة القدم.إي يو (الإنجليزية)
- أليخاندرو دلفينو على موقع Soccerway.com (الإنجليزية)
- أليخاندرو دلفينو على موقع AS.com (الإسبانية)